# Carel Weight
Carel Victor Morlais Weight, CH, CBE, RA, né le 10 septembre 1908 et mort le 13 août 1997, est un peintre anglais.

## Biographie

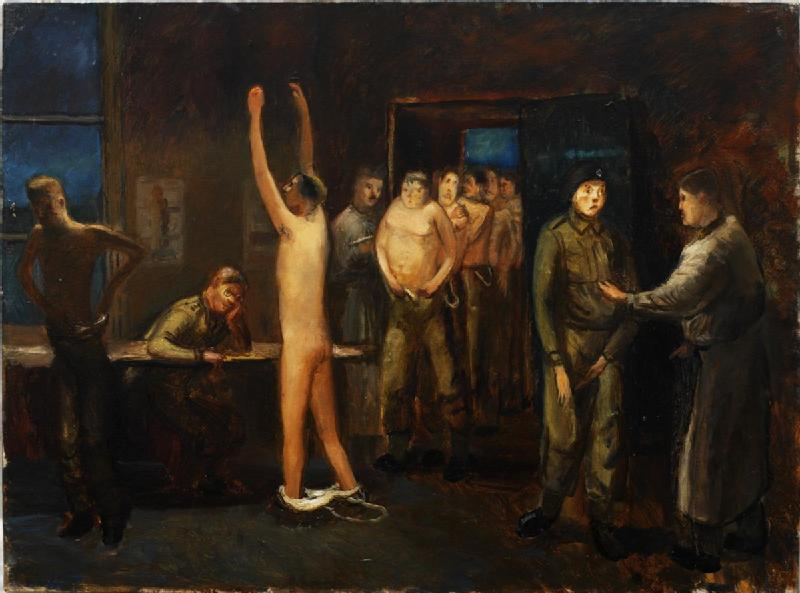
Progrès du recrutement - Inspection médicale (1942) par Carel Weight.

Carel Victor Morlais Weight naît le 10 septembre 1908 à Paddington,. Il est le fils unique de Sidney L. Weight, caissier de banque, et Blanche Harriet Caroline (née en 1882), fille de Julius William Süssenbach. Sa mère, d'origine suédoise et allemande, est chiropodiste. Il étudie au Chelsea College of Art and Design de 1928 à 1930. À Hammersmith, il rencontre Ruskin Spear (en), qui devient un ami pour la vie. Au Goldsmiths College, entre 1931 et 1933, Weight a développé sa préférence pour les compositions imaginatives. L'enseignement à l'école d'art de Beckenham  permet à Weight de subvenir à ses besoins tout au long des années 1930. Sa première exposition personnelle a lieu à la Cooling Gallery en 1933 et il expose ensuite dans quelques grandes galeries londoniennes et dans tout le Royaume-Uni.
Au cours de la Seconde Guerre mondiale, Weight sert au Royal Engineers et dans l'Army Education Corps. Artiste de guerre officiel en 1945, il a travaillé en Autriche, en Grèce et en Italie. Weight écrivit au Comité consultatif des artistes de guerre, WAAC, en décembre 1939, à la recherche d'un travail en tant qu'artiste de guerre. Un certain nombre de commissions furent discutées et finalement, en mars 1942, WAAC acheta une photo de Weight. À ce moment-là, il avait été appelé et son temps pour la peinture était limité. En juillet 1942, la peinture de Weight représentant un zèbre échappé du zoo de Londres lors d'un raid aérien est achetée, mais son commandant ne veut pas le libérer pour d'autres commandes du WAAC. Ce n'est qu'au printemps 1945, après la mort d'Albert Richards, que WAAC a pu offrir à Weight un poste à plein temps. Weight arrive à Naples en mars 1945 et se rend à Rome, Pérouse, Vérone, Florence et atteint Ravenne en octobre de la même année. En novembre et décembre 1945, Weight visita Vienne, Rome et Florence et arriva à Athènes en février 1946. En Grèce et en Italie, il a décrit les conséquences immédiates de la guerre et le rôle de l'armée britannique dans le rétablissement de la société civile après le conflit.
En 1947, Weight commence à enseigner au Royal College of Art, où il est professeur de peinture à partir de 1957. Il prend sa retraite en 1973. Il est élu à l'Académie Royale en avril 1965, et R.A. senior en 1984.
Weight a peint un certain nombre de portraits acclamés, notamment celui d'Orovida Camille Pissarro, mais aussi d'individus moins connus. Plusieurs de ses tableaux montraient des cadres suburbains dans lesquels se produisaient des drames humains inattendus, certains humoristiques et d'autres effrayants. L'emplacement de chaque tableau a été choisi spécifiquement pour sa structure abstraite ; les emplacements étaient généralement des lieux réels, mais les figures ont été imaginées et "gr[e]w sous le pinceau". Weight a écrit que son art était "concerné par des choses telles que la colère, l'amour, la haine, la peur et la solitude", et a dit, "pour moi, l'épreuve décisive d'une peinture est : est-ce que le type ordinaire en tirera quelque chose ?" Il est prolifique et peint typiquement cinquante tableaux par an.
Weight est un instructeur, un mentor et un bon ami de John Bratby et de Jean Cooke,.
Weight meurt le 13 août 1997 à Londres,. Les œuvres de Weight appartiennent à la Tate Gallery, le Victoria et Albert Museum, le Musée Impérial de la Guerre et font partie de la United Kingdom Government Art Collection.
David Bowie achète et possède Laërte de Weight (1979) dans le cadre de sa collection privée.

## Prix et distinctions
- 1955 membre Associé de l'Académie Royale.
- 1962 CBE[16].
- 1965 membre à part entière de l'Académie Royale.
- 1982 Doctorat Honorifique de l'Université d'Edimbourg
- 1983 Doctorat Honorifique de l'Université Heriot-Watt[17]
- 1984 Senior membre de l'Académie Royale.
- 1995 Compagnon d'Honneur